# Código Civil (Spanien)

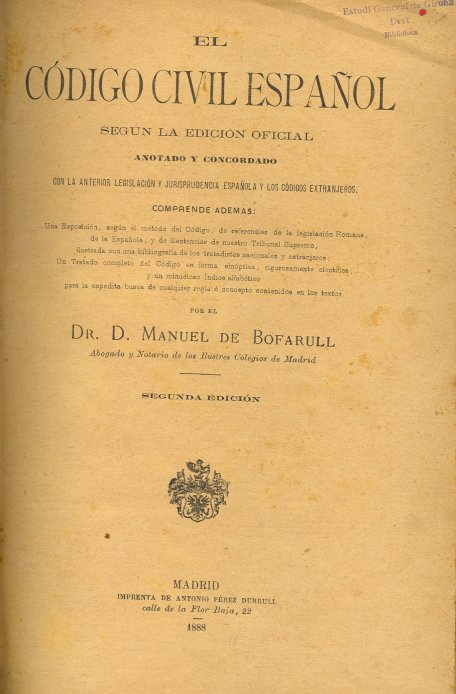
Titelseite des Código Civil Español (Ausgabe von 1888)

Der Código Civil ist das spanische Zivilgesetzbuch von 1889. Es orientiert sich in vielen Bereichen am französischen Code civil, hat aber auch eine Reihe von eigenen Rechtsfiguren hervorgebracht. Besonders das Familien- und Erbrecht beruhen auf eigenständigen iberischen Rechtstraditionen.
Einen ersten Entwurf für ein gesamtspanisches Zivilgesetzbuch gab es bereits 1851, der aber von dem später verwirklichten Projekt stark abwich. 1876 erfolgte durch die neue spanische Verfassung der erneute Auftrag zur Schaffung eines solchen Gesetzbuches. Es wurde am 24. Juli 1889 verkündet und trat drei Tage später in Kraft.
Das Gesetzbuch ist in Spanien (in seiner seither vielfach geänderten Form) bis heute in Kraft und war Grundlage mehrerer, zum Teil heute noch gültiger Kodifikationen in Lateinamerika.
Der Código Civil gilt nicht in ganz Spanien uneingeschränkt: In mehreren historischen Gebieten gibt es sogenannte Foralrechte, die auch zivilrechtliche Regelungen enthalten (besonders Erbrecht, Familienrecht und Agrarzivilrecht betreffend). Diese gelten vorrangig vor dem im Código Civil kodifizierten gemeinspanischen Zivilrecht.